# Euronet Worldwide

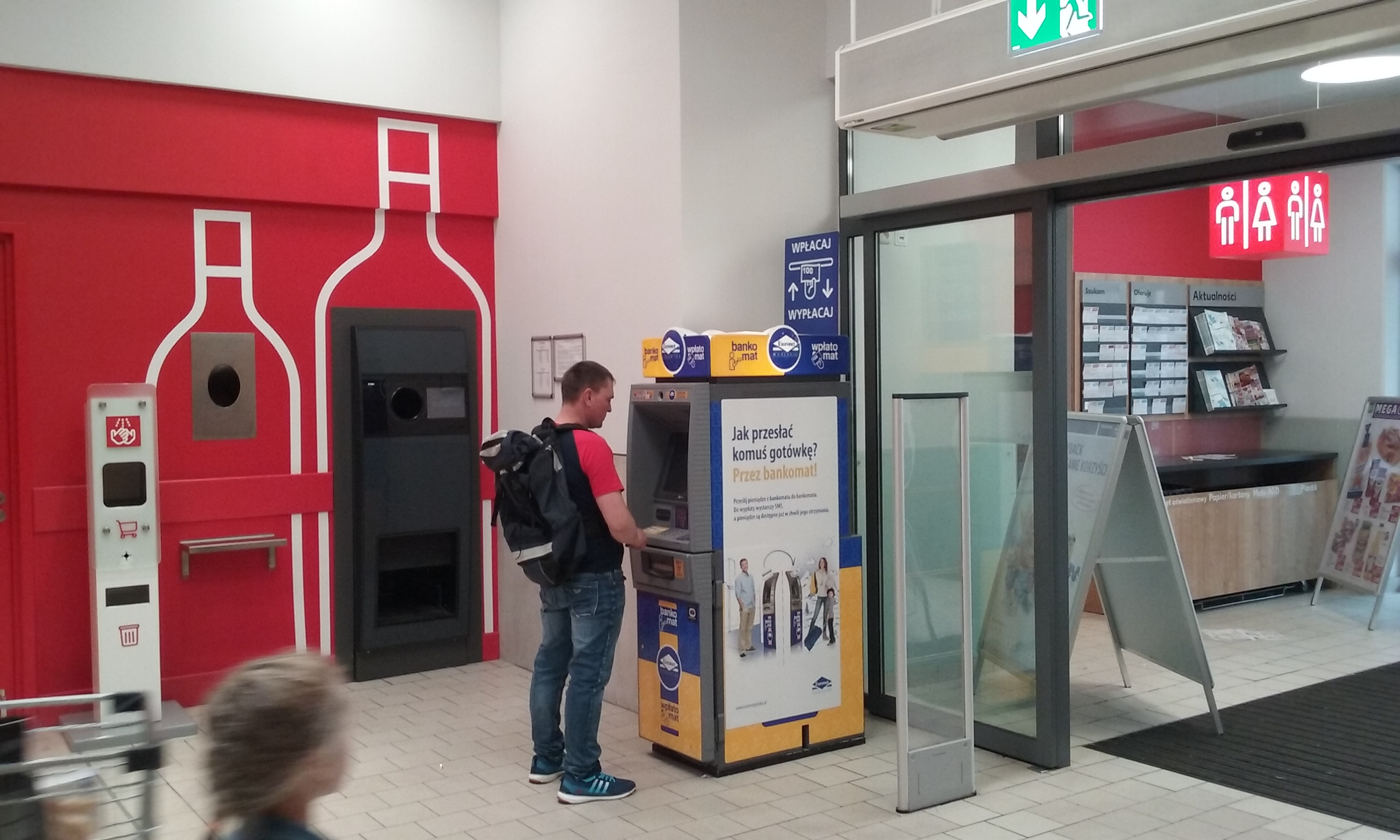
Bankomat (med kontant insättningsmaskin) Euronet i Tomaszów Mazowiecki, Polen

Euronet Worldwide, Inc. är en amerikansk multinationell finansbolag som erbjuder finansiella tjänster som bland annat autogiro, kreditkort, POS och att tillhandahålla uttagsautomater i nästan 165 länder världen över.
Företaget bildades 1994 som Bank Access 24 av Michael Brown och Dan Henry i syfte att starta det första oberoende nätverket av uttagsautomater i de centrala och östra delarna av Europa och året efter öppnades den första i Budapest i Ungern. 1997 blev man listad på Nasdaq och tre år senare bytte företaget namn till det nuvarande samtidigt som man började expandera i Asien, där Indonesien var det första land som Euronet etablerades i. 2001 gick den globala expansionen vidare när de gick in på den afrikanska marknaden och startade ett samriskföretag för att utveckla nätverk för elektronisk pengaöverföringar i Egypten. Året efter trädde man in på den nordamerikanska kontinenten och började expandera i USA. Företagets globala expansion såg ingen avmattning utan den fortsatte 2003 när de började etablera sig i Oceanien och specifikt i Nya Zeeland. Mellan 2005 och 2008 blev Euronet årligen utsedd till ett av världens mest snabbväxande företag av både Forbes och Fortune. 2010 gick man även i den sista orörda kontinenten, Sydamerika när de expanderade in på den brasilianska marknaden efter att ha förvärvat epay Brazil. Den 6 juli 2015 förvärvade man det kanadensiska företaget XE.com, Inc., som tillhandahåller en valutawebbplats med samma namn.
För 2015 hade de en omsättning på omkring $1,8 miljarder och hade en personalstyrka på 5 600 anställda för september 2016. Deras huvudkontor ligger i Leawood i Kansas.